# Lange Straße (Braunschweig)
Die Lange Straße in der Innenstadt Braunschweigs verbindet die östlich gelegene Küchenstraße mit dem im Westen liegenden Radeklint. Sie ist Teil des neuen Cityrings. Die ehemals durch Fachwerkhäuser geprägte Straße verlor durch die Zerstörungen während des Zweiten Weltkriegs und nachfolgende Umgestaltungen ihren ursprünglichen Charakter.

## Geschichte

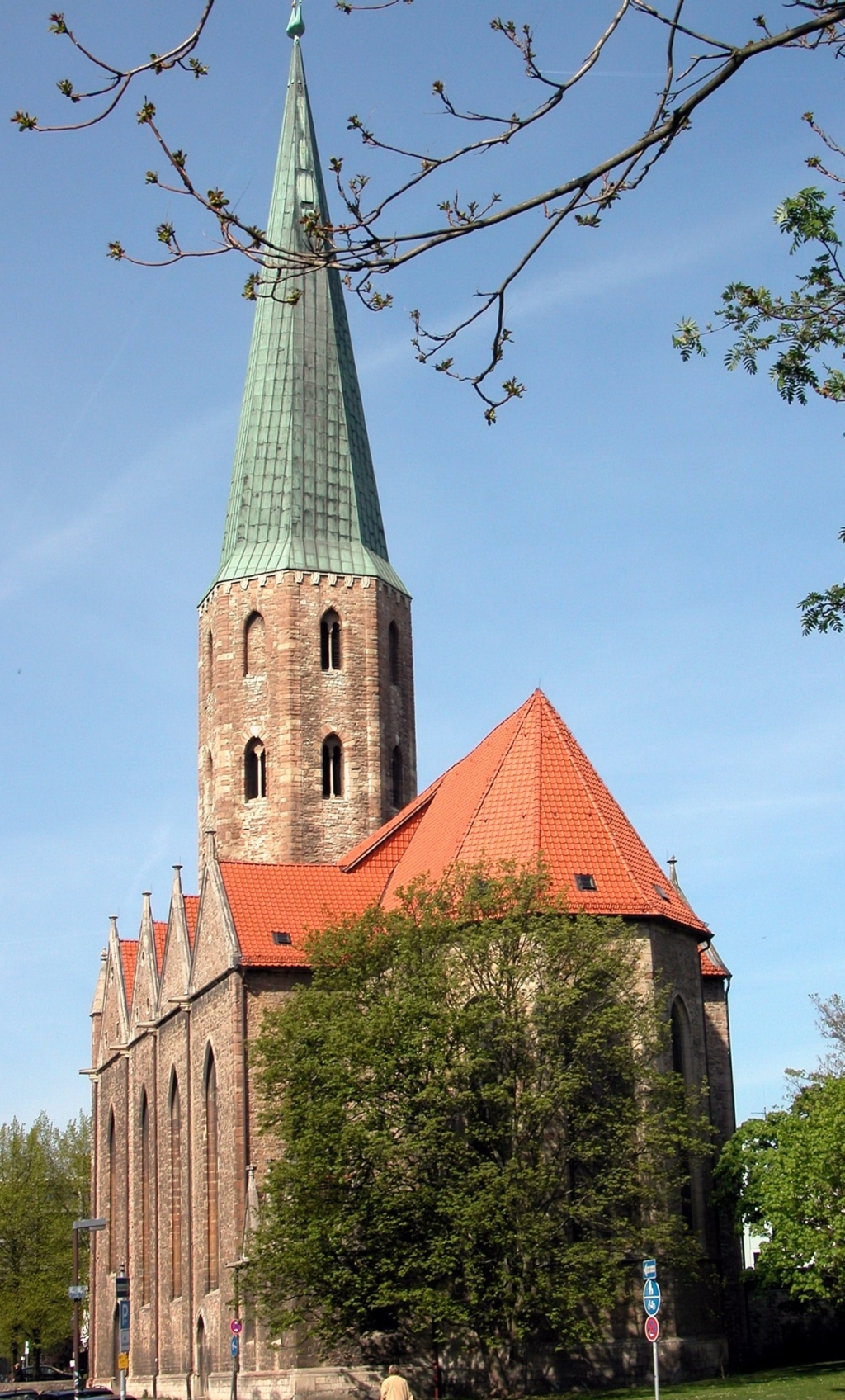
Petrikirche an der Langen Straße

Die im Weichbild der Neustadt verlaufende Lange Straße wird 1320 als longa platea bezeichnet. Die enge und nahezu schnurgerade Straße war mit einer Länge von ungefähr 330 m die längste Straße der Neustadt. In der Langen Straße wohnten über viele Jahrhunderte ärmere Bevölkerungsschichten, was in einem alten Braunschweiger Kinderreim – hier in einer von mehreren ähnlichen Versionen – seinen Ausdruck fand:
„Lange Straße, Klint und Werder,
davor hüte sich ein Jeder.
Nickelnkulk ist auch nicht besser, 
denn da wohnen Menschenfresser.“
In den frühen 1930er Jahren wurde die Lange Straße, vom späteren NSDAP-Gauleiter Hartmann Lauterbacher als „roteste Straße Braunschweigs“ bezeichnet, als Aufmarschgebiet nationalsozialistischer Krawalltruppen genutzt, um die kommunistisch geprägte Arbeiterschaft zu provozieren.
In den Jahren 1937 und 1938 wurden die Häuser Lange Straße 36 – 40 abgerissen, um auf dem Gelände einen Kinderspielplatz einzurichten. Dieser wurde 1939 gemeinsam mit der Bronzefigur des „Besenmännchens“ eingeweiht. Dieses symbolisiert den in diesem Jahr beendeten ersten Abschnitt der Altstadtsanierung.
Während des Zweiten Weltkriegs wurden die Fachwerkbauten der Langen Straße zerstört. Diese wurde in der Nachkriegszeit zu einer deutlich verbreiterten Verkehrsschneise im Sinne der „autogerechten Stadt“ umfunktioniert. Am 14. November 1987 eröffnete die die Lange Straße teilende Straßenbahn-Neubaustrecke vom Hagenmarkt zum Radeklint.
Am 18. Juni 2005 sollte während einer NPD-Kundgebung in der Braunschweiger Innenstadt der Zug der NPD-Anhänger durch eine Sitzblockade von Gegendemonstranten auf der Langen Straße aufgehalten werden. Infolge von Stein- und Flaschenwürfen durch Unbekannte wurden von der Polizei Wasserwerfer eingesetzt. In nachfolgenden Gerichtsverfahren wurde entschieden, dass der Wasserwerfereinsatz ebenso wie die Einkesselung unbeteiligter Passanten auf dem Hagenmarkt rechtswidrig war.

## Bebauung

### Historische Bauten
Am westlichen Ende befand sich in der Nähe des St.-Petri-Kirchhofs Braunschweigs ältestes Beginenhaus, welches im Jahre 1290 von dem Schmied Johann von Monstede gestiftet wurde. Hier lebten ursprünglich bis zu zwölf alleinstehende Frauen in ordensähnlicher Lebensgemeinschaft, die in einer kleinen benachbarten Kapelle ihre täglichen Gebete verrichteten. Die ursprünglich zur Pfarre von St. Andreas gehörende Einrichtung gelangte nach langem Streit im Jahre 1330 zum Pfarrbezirk von St. Petri. Die Zahl der Bewohnerinnen lag im 16. Jahrhundert zwischen 13 und 15 Frauen und betrug in den Jahren 1711 bis 1734 zwischen 16 und 21 Personen. Nach den Zerstörungen während des Zweiten Weltkriegs wurde das Beginenhaus 1954 aufgelöst.
Am östlichen Ende der Langen Straße, an der Ecke zur Alten Waage stand das 1435 errichtete Fachwerkhaus Ghellerburg. Es wurde während des Zweiten Weltkriegs zerstört.
Zu den bekanntesten Fachwerkbauten Braunschweigs zählte das im Jahre 1536 errichtete sogenannte Nagelsche Haus Lange Straße Nr. 9, von Karl Steinacker als das älteste und reichste Haus der Fächerornamentgruppe beschrieben. Das Haus wurde im Zweiten Weltkrieg zerstört.
Am Fachwerkhaus Lange Straße Nr. 5 befand sich die Inschrift: alle dinc vorgeit goddes wort hilft in ewigkeit.
Zwischen der Langen Straße und der Straße Hintern Brüdern befand sich von 1928 bis zum Umzug in das Braunschweiger Schloss im Jahre 2007 die Öffentliche Bücherei. Das Gebäude wurde im Jahre 2010 von der Stadt an einen Investor verkauft und wurde abgerissen.

### Heutige Bebauung
Am 23. Mai 1971 wurde der Erweiterungsbau der Fa. C. W. Böttger, Grüner Löwe, eröffnet. In den Jahren von 1983 bis 1985 entstand zwischen den Straßen Hintern Brüdern und Lange Straße der Neubaukomplex „Grüner Löwe“ durch die Baumarktkette Obi. Der Heimwerkermarkt wurde am 27. Februar 1985 eröffnet.
Ende der 1990er Jahre wurde der Bau eines Großkinos an der Langen Straße Nr. 60 geplant. Am 8. Juli 1997 entschied sich der Rat der Stadt Braunschweig für den Entwurf der Omniplex-Filmtheaterbetriebe. Die Großbaustelle wurde seit November 1997 von Stadtarchäologen für Grabungen genutzt, die bis zum „Tag der offenen Grabung“ am 17. Mai 1998 etwa 2000 Funde ergaben. Das Cinemaxx Braunschweig wurde als erstes Multiplex-Kino der Region im Jahr 2000 eröffnet. Ab dem 1. Juli 2010 firmiert das Kino unter dem neuen Betreiber Hans-Joachim Flebbe als „C1 Cinema“.